# Stadtfeld Ost

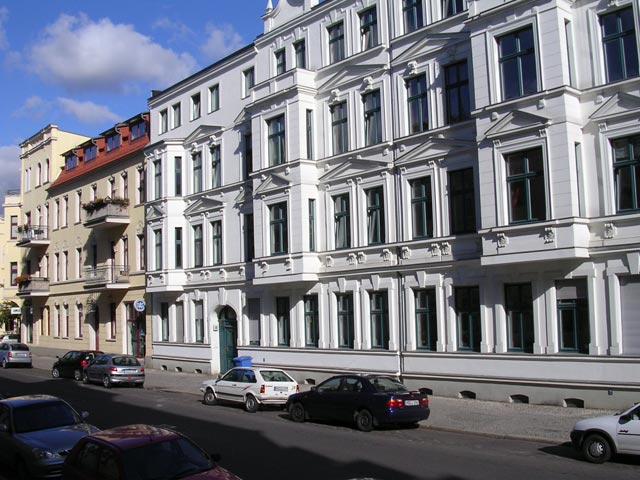
Arndtstraße in Stadtfeld Ost

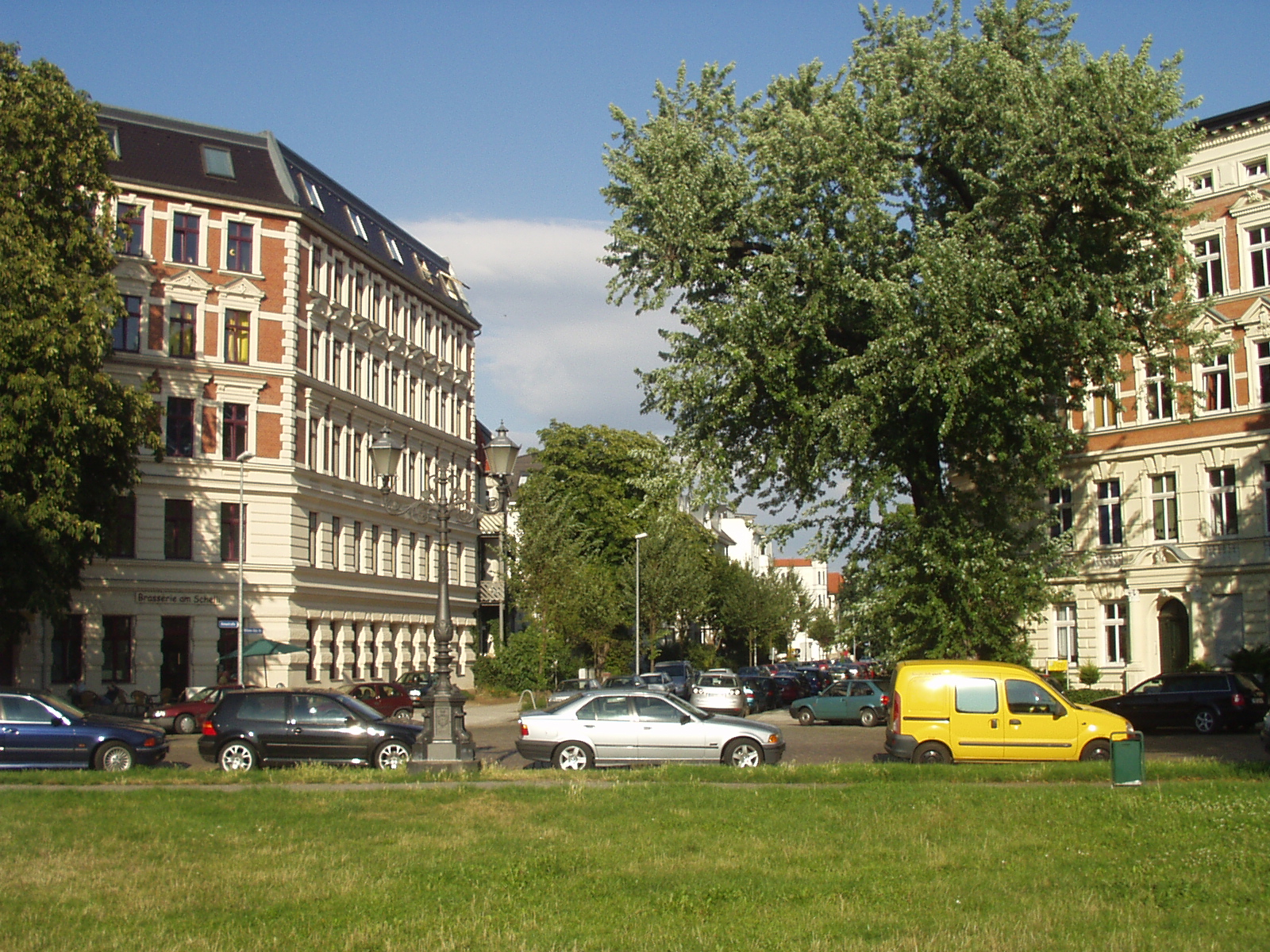
Schellheimerplatz

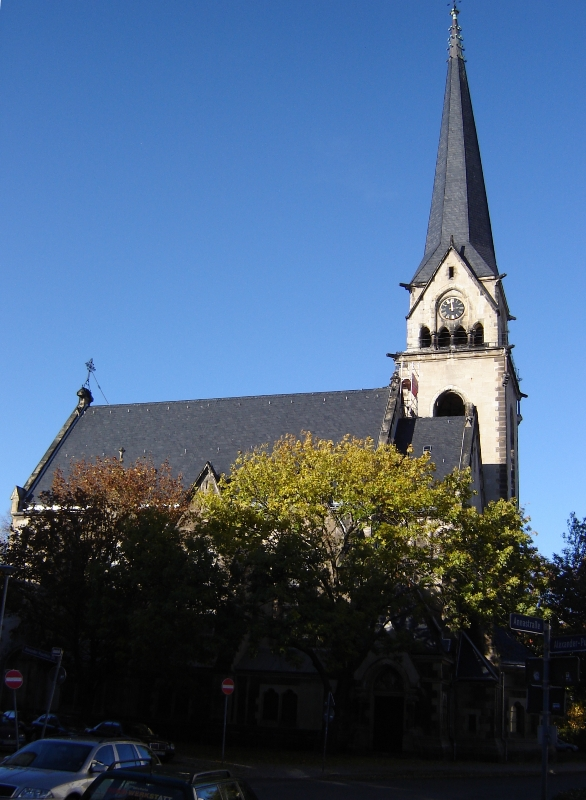
Pauluskirche

Stadtfeld Ost ist ein westlich des Stadtzentrums gelegener Stadtteil Magdeburgs und mit 25.206 Einwohnern (Stand 31. Dezember 2021) auf einer Fläche von 3,2755 km² der bevölkerungsreichste Stadtteil der Landeshauptstadt.

## Lage
Der Stadtteil wird im Osten vom Magdeburger Ring (Bundesstraße 71) begrenzt. Im Süden bildet die Bahnlinie Magdeburg–Braunschweig die Grenze zum Stadtteil Sudenburg, und im Westen trennt der Straßenzug Westring–Europaring Stadtfeld Ost von Stadtfeld West. Den nördlichen Abschluss bilden die Albert-Vater-Straße und das Rennetal. Es herrscht dichte Wohnbebauung mit überwiegend mehrstöckigen Gebäuden im Stil der Gründerzeit vor. Lediglich im südlichen Bereich sind einige Gewerbebetriebe angesiedelt. Die markantesten Bauwerke sind die Pauluskirche und die Hermann-Gieseler-Halle. In der Martin-Agricola-Straße steht mit 220 Metern Magdeburgs längster Wohnblock. Von West nach Ost durchfließt die Schrote, größtenteils als offenes Gewässer, den Stadtteil.

## Geschichte
Schon im Mittelalter waren mit Schrotdorf im Norden und Rottersdorf im Süden Siedlungen auf dem heutigen Stadtteilgebiet vorhanden. Rottersdorf wurde bereits im 10. Jahrhundert als Besitz des Moritzklosters erwähnt, Schrotdorfs erste Erwähnung fällt in das Jahr 1182. Im 16. Jahrhundert lagen beide Orte wüst.
Seit dem 18. Jahrhundert gehörte das Gebiet, für das sich bereits die Bezeichnung Stadtfeld eingebürgert hatte, zum Vorgelände der Festung Magdeburg und unterlag damit erheblichen Baubeschränkungen, die im sog. Reichsrayongesetz von 1871 festgelegt wurden. Hier waren nur leicht demontierbare Fachwerkgebäude zulässig, die sog. Rayonhäuser. Als 1896 die Festungsvorschriften aufgehoben wurden, setzte eine rege Bautätigkeit ein. Bis zum Ersten Weltkrieg wurde vorwiegend der südliche Bereich durch das Anlegen eines rechtwinklig verlaufenden Straßennetzes erschlossen. Es entstanden die für die Gründerzeit typischen mehrgeschossigen Mietshäuser, die hauptsächlich von wohlhabenden Bürgern bewohnt wurden.
Durch königlichen Erlass wurde der Stadtteil 1892 in „Wilhelmstadt“ umbenannt. Im Rahmen des städtischen Siedlungsprogramms wurde ab 1924 im nordöstlichen Bereich die Siedlung Westernplan in gemischter Bauweise errichtet. Während in der Anfangsphase nur einstöckige Gebäude gebaut wurden, kamen später mehrgeschossige Wohnkomplexe hinzu. Zuletzt entstanden im Südteil des Westernplanes einige Straßenzüge mit Zweifamilienhäusern.
Die Bombenangriffe im Zweiten Weltkrieg richteten vorwiegend in den Bereichen Große Diesdorfer und Annastraße sowie in der Ebendorfer Straße Schäden an. In der zweiten Hälfte des 20. Jahrhunderts wurden lediglich die Kriegsschäden beseitigt und Lückenbebauungen vorgenommen, sodass der Stadtteil seinen ursprünglichen Charakter behalten hat.
Die Aufspaltung in die Stadtteile Stadtfeld Ost und West erfolgte 1991. Im gleichen Jahr siedelte sich die neugeschaffene Fachhochschule Magdeburg zunächst in angemieteten Räumen in der Maxim-Gorki-Straße an, bis sie 1999/2000 auf ihr neues Campusgelände im Herrenkrug umzog.
Wie ganz Magdeburg erlitt auch Stadtfeld Ost in den 1990er Jahren einen Bevölkerungsrückgang, von 24.124 Einwohnern 1993 sank die Zahl bis 1997 auf 19.914. Trotzdem war Stadtfeld Ost damit der bevölkerungsreichste Stadtteil Magdeburgs. Später stieg die Bevölkerungszahl deutlich an und erreichte 2014 wieder 25.764 Personen.
In den 90er Jahren war der Stadtteil vor allem als „Hochburg“ der linken Szene Magdeburgs bekannt. Einige leer stehende Altbauten wurden zu jener Zeit Schauplatz von Hausbesetzungen. Das Haus der Uhlandstraße Nr. 8, kurz „U8“ genannt wurde als Treffpunkt der Antifa genutzt. Im Zuge der Privatisierung und Sanierung der aus der Gründerzeit stammenden Gebäude verlor die Szene jedoch immer mehr an Bedeutung.

## Personen
In Stadtfeld Ost geboren wurde:
- Rolf Herricht (1927–1981), Schauspieler und Komiker, wurde in der Friesenstraße Nr. 14 geboren. Das Geburtshaus wurde jedoch bei Luftangriffen im Zweiten Weltkrieg zerstört.

Mit Stadtfeld Ost verbunden waren:
- Johann Schellheimer (1899–1945), betrieb ab 1932 die politische Stadtteilarbeit der KPD in Stadtfeld. Der Schellheimerplatz wurde nach ihm benannt.
- Georg Andreas Speck (1904–1978), deutscher Maler und Grafiker, lebte zumindest in den 1950er Jahren im Stadtteil.

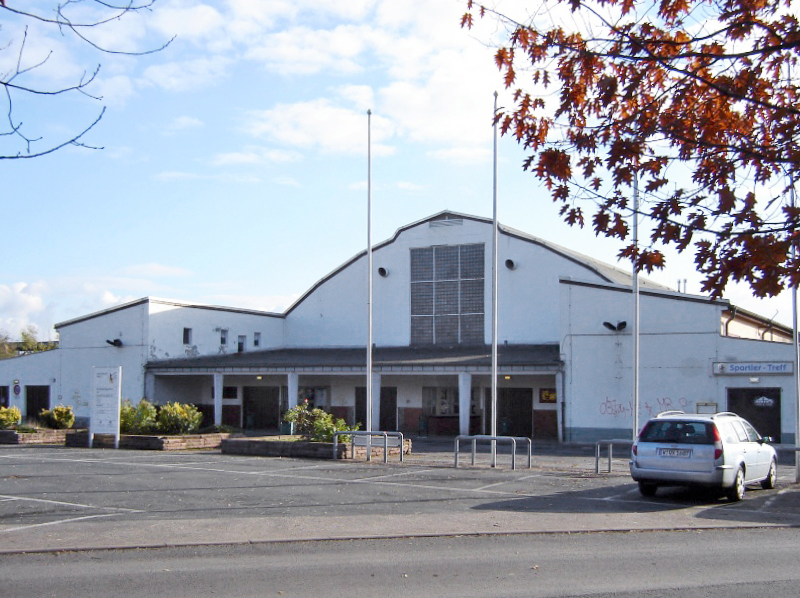
Hermann-Gieseler-Halle

## Gebäude und Denkmale
Die in Stadtfeld Ost vorhandenen Kulturdenkmale sind im örtlichen Denkmalverzeichnis aufgeführt.
Besonders bemerkenswerte Bauwerke sind:
- Hermann-Gieseler-Halle
- Pauluskirche
- Schlachthof Magdeburg
- Villa Toepffer
- Landesfrauenklinik

Auf dem Olvenstedter Platz befindet sich das Erich-Scharf-Denkmal.

## Ehemalige Gebäude und Anlagen
- Toepffers Park